# Bragging Rights (2010)
L’édition 2010 de Bragging Rights est une manifestation de catch professionnel télédiffusée et visible uniquement en paiement à la séance. L'événement, produit par la World Wrestling Entertainment (WWE), a eu lieu le 24 octobre 2010 dans la salle omnisports Target Center à Minneapolis, aux États-Unis. Il s'agit de la seconde édition annuelle de Bragging Rights.
Durant le show a eu lieu pour la seconde fois une compétition entre les deux principaux shows de la fédération, Raw et WWE SmackDown. Sept matchs, dont quatre mettant en jeu les titres de la fédération, ont été programmés. Chacun d'entre eux est déterminé par des storylines rédigées par les scénaristes de la WWE ; soit par des rivalités survenues avant le pay-per-view, soit par des matchs de qualification en cas de rencontre pour un championnat. L'événement a mis en vedette les catcheurs des divisions Raw et SmackDown, créées en 2002 lors de la séparation du personnel de la WWE en deux promotions distinctes.

## Contexte
Les spectacles de la World Wrestling Entertainment en paiement à la séance sont constitués de matchs aux résultats prédéterminés par les scénaristes de la WWE. Ces rencontres sont justifiées par des storylines — une rivalité avec un catcheur, la plupart du temps — ou par des qualifications survenues dans les émissions de la WWE telles que Raw, SmackDown et Superstars. Tous les catcheurs possèdent un gimmick, c'est-à-dire qu'ils incarnent un personnage gentil ou méchant, qui évolue au fil des rencontres. Un pay-per-view comme Over the Limit est donc un événement tournant pour les différentes storylines en cours.

### Randy Orton vs. Wade Barrett
Après l'échec de Sheamus pour tenter de s'emparer du titre de Champion de la WWE face au champion en titre Randy Orton à Hell in a Cell, une Bataille royale à vingt participants pour déterminer le challenger qui affrontera Orton pour le titre lors de Bragging Rights fut organisée lors du Raw du 4 octobre 2010. Ce fut Wade Barrett qui l'emporta, et devint le nouveau challenger numéro un.

#### Détails de la Bataille Royale
| Éli. | Catcheur         | Éliminé par                                                |
| ---- | ---------------- | ---------------------------------------------------------- |
| 1    | Evan Bourne      | Sheamus                                                    |
| 2    | David Hart Smith | Sheamus                                                    |
| 3    | William Regal    | John Cena                                                  |
| 4    | Santino Marella  | The Miz                                                    |
| 5    | Zack Ryder       | Mark Henry                                                 |
| 6    | Primo            | Mark Henry                                                 |
| 7    | Mark Henry       | Wade Barrett, Justin Gabriel, Heath Slater et David Otunga |
| 8    | David Otunga     | John Cena                                                  |
| 9    | Vladimir Kozlov  | Wade Barrett                                               |
| 10   | Darren Young     | Justin Gabriel et Heath Slater                             |
| 11   | Heath Slater     | John Morrison                                              |
| 12   | Tyson Kidd       | John Morrison                                              |
| 13   | The Miz          | John Morrison                                              |
| 14   | Justin Gabriel   | R-Truth                                                    |
| 15   | R-Truth          | Ted DiBiase                                                |
| 16   | Ted DiBiase      | Wade Barrett                                               |
| 17   | Johnny Morrison  | Lui-même                                                   |
| 18   | Sheamus          | John Cena                                                  |
| 19   | John Cena        | Lui-même                                                   |
| 20   | Wade Barrett     | Vainqueur                                                  |

### Layla contre Natalya
Lors de Hell in a Cell, la Championne Unifiée des Divas Michelle McCool conserve son titre contre Natalya en perdant par disqualification, grâce à l'intervention de la co-championne officieuse Layla (seule McCool est reconnue championne par la fédération). En conséquence, un second match pour le titre est annoncé ; cependant, du fait du co-règne officieux qui permet également à Layla de défendre le titre à la place de McCool, il ne sera révélé que le soir-même du match que ce sera Layla qui défendra le titre.

### Tag team match interpromotionnel
Dès le lendemain de Hell in a Cell fut confirmé que, comme l'année précédente, Bragging Rights aurait pour thème l'opposition entre Raw et SmackDown et qu'une nouvelle fois aurait lieu un Tag team match opposant 7 catcheurs de Raw à 7 de SmackDown. The Big Show est d'office désigné comme capitaine de l'équipe de SmackDown par la WWE (sachant que l'année dernière il avait trahi son équipe). Big Show choisit Hornswoggle en tant "mascotte" de l'équipe, tandis que The Miz devient le capitaine de l'équipe de Raw en battant John Cena dans un No disqualification match. Les matchs qualificatifs ont lieu le 11 octobre pour Raw, et le 15 pour SmackDown.
Si tous les autres qualifiés remportent des matchs simples, Kaval se qualifie pour l'équipe de SmackDown en remportant un défi spécial (il devait résister cinq minutes dans un match face au Big Show). Il remet cependant sa place en jeu juste après l'avoir gagnée face à Tyler Reks, qui le bat et rejoint l'équipe à sa place. Le 18 octobre, Ezekiel Jackson, revenant de blessure, est annoncé comme l'ultime membre de l'équipe de Raw.

### Kane contre The Undertaker
Lors de Hell in a Cell, Kane a vaincu The Undertaker pour conserver le titre de Champion du Monde poids-lourds grâce à l'aide de Paul Bearer qui, alors qu'il soutenait l'Untertaker, le trahit pour aider Kane. Le 15 octobre, il est annoncé que lors de Bragging Rights The Undertaker tenterait une troisième fois de remporter le titre face à Kane, cette fois dans un Buried Alive match (type de match qui avait disparu depuis 2003).

## Matchs
| #                                                                | Match | Stipulation                                                       | Durée |
| ---------------------------------------------------------------- | --- | ----------------------------------------------------------------- | ----- |
| Dark                                                             | MVP bat Chavo Guerrero | Match simple                                                      | 4:11  |
| 1                                                                | Daniel Bryan bat Dolph Ziggler | Match simple Champion vs. Champion interdivisionnel               | 16:14 |
| 2                                                                | John Cena et David Otunga battent Cody Rhodes et Drew McIntyre (c) | Tag Team match interdivisionnel pour le WWE Tag Team Championship | 6:29  |
| 3                                                                | Ted DiBiase (avec Maryse) bat Goldust (avec Aksana) | Match simple                                                      | 7:29  |
| 4                                                                | Layla (avec Michelle McCool) (c) bat Natalya | Match simple pour le Championnat Unifié des Divas                 | 5:23  |
| 5                                                                | Kane (c) bat The Undertaker | Buried Alive match pour le Championnat du Monde poids-lourds      | 16:59 |
| 6                                                                | Team SmackDown (Big Show [capitaine], Rey Mysterio, Jack Swagger, Alberto Del Rio, Edge, Tyler Reks et Kofi Kingston [avec Hornswoggle en mascotte]) bat Team Raw (The Miz [capitaine], R-Truth, Johnny Morrison, Santino Marella, Sheamus, CM Punk et Ezekiel Jackson) | Bragging Rights Elimination Tag Team match                        | 27:40 |
| 7                                                                | Wade Barrett (avec John Cena) bat Randy Orton (c) par disqualification | Match simple pour le WWE Championship                             | 14:34 |
| (c) désigne le(s) champion(s) défendant son titre dans le match. | |                                                                   |       |